# 勇動
勇動（ゆうどう）は、バンダイキャンディ事業部が発売しているスーパー戦隊シリーズを題材とする食玩シリーズである。

## 概要
彩色済みアクションフィギュアで、宇宙戦隊キュウレンジャー、快盗戦隊ルパンレンジャーVS警察戦隊パトレンジャー、騎士竜戦隊リュウソウジャー、機界戦隊ゼンカイジャー、暴太郎戦隊ドンブラザーズ、王様戦隊キングオージャー、爆上戦隊ブンブンジャー、ナンバーワン戦隊ゴジュウジャーは勇動、魔進戦隊キラメイジャーは勇動Xと表記され、ナンバーワン戦隊ゴジュウジャーよりプラキットとなる。

## 勇動

### 宇宙戦隊キュウレンジャー
- シシレッドオリオン、ホウオウソルジャー、シシレッド（2017年12月12日）

### 快盗戦隊ルパンレンジャーVS警察戦隊パトレンジャー
- 第1弾 - 快盗戦隊ルパンレッド、快盗戦隊ルパンブルー、快盗戦隊ルパンイエロー、警察戦隊パトレン1号、警察戦隊パトレン2号、警察戦隊パトレン3号、アイテムパーツセット（2018年4月23日）
- 第2弾 - 快盗戦隊ルパンエックス、警察戦隊パトレンエックス、警察戦隊パトレンU号、ポーダマン、アイテムパーツセット（2018年8月27日）
- SP - スーパールパンレッド、スーパールパンエックス、アイテムパーツセット、ポーダマン&武器（2018年11月19日）

### 騎士竜戦隊リュウソウジャー
- 第1弾 - リュウソウレッド、リュウソウブルー、リュウソウピンク、リュウソウグリーン、リュウソウブラック、竜装セットA、竜装セットB（2019年6月3日）
- 第2弾 - リュウソウレッド、リュウソウゴールド、メラメラ強竜装セット、ビリビリ強竜装セット、ガイソーグ（アクションボディセット）、ガイソーグ（アクションパーツセット）、竜装セット（2019年8月12日）
- 第3弾 - リュウソウレッド、リュウソウゴールド、ドルン兵、カガヤキ強竜装セット、クラヤミ強竜装セット、ドッシン強竜装セット（2019年11月4日）

### 機界戦隊ゼンカイジャー
- 第1弾 - ゼンカイザー、ゼンカイジュラン（ボディ）、ゼンカイジュラン（アーマー）、ゼンカイガオーン（ボディ）、ゼンカイガオーン（アーマー）、ゼンカイブルーン（ボディ）、ゼンカイブルーン（アーマー）、ゼンカイマジーヌ、アイテムパーツセット（2021年5月24日）
- 第2弾 - スーパーゼンカイザーA、スーパーゼンカイザーB、ツーカイザー、ツーカイザー シンケンフォーム（アーマー）、ツーカイザー オーレンフォーム（アーマー）、スーパーツーカイザー（アーマー）、クダック、ステイシーザー、ゼンカイレッド（2021年10月11日）
- ハカイザー - （2022年9月プレミアムバンダイ限定販売、ミニプラ 全界合体シリーズPB ハカイジュウオーとのセット商品）

### 暴太郎戦隊ドンブラザーズ
- 第1弾 - ドンモモタロウA、ドンモモタロウB、オニシスターA、オニシスターB、サルブラザーA、サルブラザーB、キジブラザーA、キジブラザーB、イヌブラザー&アイテムセット、ゼンカイザーブラック（2022年5月30日）
- 第2弾 - ゴールドンモモタロウA、ゴールドンモモタロウB、ドンドラゴクウA、ドンドラゴクウB、ドントラボルトA、ドントラボルトB、ドンムラサメA、ドンムラサメB（2022年10月31日）
- ソノイ・ソノニ・ソノザセット - （2022年12月プレミアムバンダイ限定販売）

### 王様戦隊キングオージャー
- 第1弾 - クワガタオージャーA、クワガタオージャーB、トンボオージャーA、トンボオージャーB、カマキリオージャーA、カマキリオージャーB、パピヨンオージャーA、パピヨンオージャーB、ハチオージャーA、ハチオージャーB、オオクワガタオージャーA、オオクワガタオージャーB（2023年5月15日）
- 第2弾 - キングクワガタオージャーA、キングクワガタオージャーB、キングオオクワガタオージャーA、キングオオクワガタオージャーB、スパイダークモノスA、スパイダークモノスB、キングキョウリュウレッドA、キングキョウリュウレッドB（2023年11月20日）
- - Limited Color Edition - - （2024年1月プレミアムバンダイ限定販売）

### 爆上戦隊ブンブンジャー
- 第1弾 - ブンレッドA、ブンレッドB、ブンブルーA、ブンブルーB、ブンピンクA、ブンピンクB、ブンブラックA、ブンブラックB、ブンオレンジA、ブンオレンジB、オプションセットA、オプションセットB（2024年5月20日）
- 第2弾 - ブンレッド119 A、ブンレッド119 B、ブンバイオレット A、ブンバイオレット B、チャンピオンブンレッド A、チャンピオンブンレッド B、チャンピオンブンブルー A、チャンピオンブンブルー B、チャンピオンブンピンク A、チャンピオンブンピンク B、チャンピオンブンブラック A、チャンピオンブンブラック B、チャンピオンブンオレンジ A、チャンピオンブンオレンジ B（2024年11月4日）

### ナンバーワン戦隊ゴジュウジャー
- 第1弾 - ゴジュウウルフ A、ゴジュウウルフ B、ゴジュウレオン A、ゴジュウレオン B、ゴジュウティラノ A、ゴジュウティラノ B、ゴジュウイーグル A、ゴジュウイーグル B、ゴジュウユニコーン A、ゴジュウユニコーン B、ゴジュウポーラー A、ゴジュウポーラー B（2025年7月14日）

## 勇動X

### 魔進戦隊キラメイジャー
- 第1弾 - キラメイレッド、キラメイイエロー、キラメイグリーン、キラメイブルー、キラメイピンク、アイテムパーツセット（2020年5月11日）
- 第2弾 - キラメイシルバー、ガルザ（ボディ）、ガルザ（アーマー）、ベチャット、アイテムパーツセット（2020年10月26日）